# تاد دافی
تاد دافی (انگلیسی: Todd Duffee؛ زادهٔ ۶ دسامبر ۱۹۸۵) ورزشکار هنرهای رزمی ترکیبی اهل ایالات متحده آمریکا است.
از فیلم‌ها یا برنامه‌های تلویزیونی که وی در آن نقش داشته‌است می‌توان به عقب‌نشینی هرگز ۲: نابودی اشاره کرد.